# Словенска Кајња
Словенска Кајња (слч. Slovenská Kajňa) насељено је мјесто са административним статусом сеоске општине (слч. obec) у округу Вранов на Топлој, у Прешовском крају, Словачка Република.

## Становништво
| Година:    | 1994. | 2004.   | 2014.   | 2024.    |
| ---------- | ----- | ------- | ------- | -------- |
| Број људи: | 826   | 815     | 781     | 701      |
| Разлика:   |       | -1,33 % | -4,17 % | -10,24 % |

| Година:    | 2023. | 2024.   |
| ---------- | ----- | ------- |
| Број људи: | 717   | 701     |
| Разлика:   |       | -2,23 % |

Према подацима о броју становника из 2024. године насеље је имало 701 становника.